# Eudinopus dytiscoides
Eudinopus dytiscoides är en skalbaggsart som beskrevs av Schreibers 1802. Eudinopus dytiscoides ingår i släktet Eudinopus och familjen bladhorningar. Inga underarter finns listade i Catalogue of Life.